# Atholus somali
Atholus somali är en skalbaggsart som först beskrevs av Lewis 1885.  Atholus somali ingår i släktet Atholus och familjen stumpbaggar. Inga underarter finns listade i Catalogue of Life.